# Peter Effenberger
Peter Effenberger (* 10. Juli 1943 in Zottwitz, Schlesien) ist ein ehemaliger deutscher Fußballspieler im Sturm. Er spielte für die BSG Energie Cottbus in der DDR-Oberliga.

## Karriere
Effenberger spielte in seiner Jugend bei der BSG Chemie Döbern. 1965 wechselte er zur SG Dynamo Hohenschönhausen, bevor er 1966 zum BFC Dynamo ging. Bereits im selben Jahr verpflichtete die neu gegründete BSG Energie Cottbus Effenberger. Schon in seiner ersten Saison 1966/67 kam er zu 15 Einsätzen in der zweitklassigen DDR-Liga, bei denen er aber nur zweimal traf. In der folgenden Spielzeit gelangen ihm schon zwölf Tore in dreißig Spielen. Seine Quote konnte Effenberger in den nächsten Saisons konstant hoch halten. Das beste Ergebnis gelang ihm mit 16 Toren bei 22 Einsätzen in der Saison 1972/73. Nach dieser Spielzeit gelang Cottbus auch der Aufstieg in die DDR-Oberliga. Dort kam er jedoch nur auf sechs Einsätze und zwei Tore, 1974/75 waren es ebenfalls nur sechs Spiele (bei der Einwechslungen), jedoch ohne Torerfolg. Anschließend beendete er seine Fußballerkarriere.
Von 1996 bis 2009 wirkte Effenberger als Trainer bei mehreren unterklassigen Vereinen.

## Erfolge
1969/70Torschützenkönig der Staffel Nord in der DDR-Liga mit 21 Toren
1972/73Torschützenkönig der Staffel B in der DDR-Liga mit 16 Toren
1973Aufstieg in die DDR-Oberliga